# Aveley FC
Aveley FC (celým názvem: Aveley Football Club) je anglický fotbalový klub, který sídlí ve městě Aveley v nemetropolitním hrabství Essex. Založen byl v roce 1927. Od sezóny 2018/19 hraje v Isthmian League North Division (osmá nejvyšší soutěž v Anglii). Klubové barvy jsou modrá a bílá.
Své domácí zápasy odehrává na stadionu The Mill Field s kapacitou 3 500 diváků.

## Úspěchy v domácích pohárech
Zdroj: 
- FA Cup
  - 1. kolo: 1970/71
- FA Amateur Cup
  - Čtvrtfinále: 1970/71
- FA Trophy
  - 1. kolo: 2002/03
- FA Vase
  - 4. kolo: 1995/96

## Umístění v jednotlivých sezonách
Stručný přehled
Zdroj: 
- 1951–1952: London League (Division One)
- 1952–1956: London League (Premier Division)
- 1956–1957: London League
- 1957–1963: Delphian League
- 1963–1969: Athenian League (Division Two)
- 1969–1971: Athenian League (Division One)
- 1971–1973: Athenian League (Premier Division)
- 1973–1977: Isthmian League (Second Division)
- 1977–1986: Isthmian League (First Division)
- 1986–1990: Isthmian League (Second Division North)
- 1990–1993: Isthmian League (First Division)
- 1993–1995: Isthmian League (Second Division)
- 1995–2002: Isthmian League (Third Division)
- 2002–2004: Isthmian League (Division One North)
- 2004–2006: Southern Football League (Eastern Division)
- 2006–2009: Isthmian League (Division One North)
- 2009–2012: Isthmian League (Premier Division)
- 2012–2018: Isthmian League (Division One North)
- 2018– : Isthmian League (North Division)

Jednotlivé ročníky
Zdroj: 
Legenda: Z - zápasy, V - výhry, R - remízy, P - porážky, VG - vstřelené góly, OG - obdržené góly, +/- - rozdíl skóre, B - body, červené podbarvení - sestup, zelené podbarvení - postup, fialové podbarvení - reorganizace, změna skupiny či soutěže
| Sezóny  | Liga                                 | Úroveň | Z  | V  | R  | P  | VG | OG | +/- | B  | Pozice |
| ------- | ------------------------------------ | ------ | -- | -- | -- | -- | -- | -- | --- | -- | ------ |
| 2009/10 | Isthmian League (Premier Division)   | 7      | 42 | 21 | 7  | 14 | 83 | 62 | +21 | 70 | 3.     |
| 2010/11 | Isthmian League (Premier Division)   | 7      | 42 | 10 | 8  | 24 | 35 | 62 | -27 | 38 | 19.    |
| 2011/12 | Isthmian League (Premier Division)   | 7      | 42 | 5  | 12 | 25 | 41 | 88 | -47 | 27 | 20.    |
| 2012/13 | Isthmian League (Division One North) | 8      | 42 | 24 | 6  | 12 | 92 | 58 | +34 | 78 | 5.     |
| 2013/14 | Isthmian League (Division One North) | 8      | 46 | 20 | 5  | 21 | 81 | 81 | 0   | 65 | 13.    |
| 2014/15 | Isthmian League (Division One North) | 8      | 46 | 21 | 7  | 18 | 86 | 75 | +11 | 70 | 9.     |
| 2015/16 | Isthmian League (Division One North) | 8      | 46 | 20 | 8  | 18 | 84 | 71 | +13 | 68 | 12.    |
| 2016/17 | Isthmian League (Division One North) | 8      | 46 | 21 | 13 | 12 | 75 | 64 | +11 | 76 | 7.     |
| 2017/18 | Isthmian League (Division One North) | 8      | 46 | 15 | 12 | 19 | 61 | 67 | -6  | 57 | 14.    |
| 2018/19 | Isthmian League (North Division)     | 8      | 38 |    |    |    |    |    |     |    |        |